# Desmoscolex campbelli
Desmoscolex campbelli är en rundmaskart som beskrevs av Allgen 1946. Desmoscolex campbelli ingår i släktet Desmoscolex och familjen Desmoscolecidae. Inga underarter finns listade i Catalogue of Life.